# 24 horas (Algo está por explotar)
24 horas (Algo está por explotar) es una película de Argentina filmada en colores dirigida por Luis Barone sobre el guion de Guillermo Saccomanno que se estrenó el 18 de septiembre de 1997 y que tuvo como actores principales a  Julieta Ortega, Mausi Martínez, Rubén Rada y Martín Adjemián.
Fue uno de los telefilmes premiados por el Instituto Nacional de Cine y Artes Audiovisuales en su concurso de 997, se filmó en video y se amplió a 35mm para su exhibición en cines.

## Sinopsis
Una deficiencia técnica puede hacer estallar una estación de servicio por la cual durante todo el día circulan los personajes del filme.

## Reparto
- Julieta Ortega …Gaby
- Mausi Martínez …Vilma
- Eduardo Cutuli …Braulio
- Sergio Surraco …Andrés
- Rubén Rada …Cocinero
- Martín Adjemián …Secuestrador
- Alejandro Awada …Santiso
- Gerardo Baamonde …Policía 1
- Osvaldo Bermúdez …Policía 2
- Campi …Pablo
- Alberto Fernández de Rosa …Fernández

- Marcela Ferradás …Ex señora Santiso
- Bobby Flores …Oso
- María José Gabin …Notera de TV
- Divina Gloria …Madre idische
- Valeria Lorca …Mujer embarazada
- Tom Lupo …Locutor en TV
- Marcelo Melingo …Loco
- Wanda Weiss …Agustina
- Eva Kai
- Laura Baccari
- Marcelo Bucossi
- Luis Campos …Padre nena gordita
- Emilio Barone …Inspector 1
- Javier García …Inspector 2
- Poli Nápoli …Inspector 3
- Rubén Polimeni …Inspector 4
- Naim Sibara
- David Blaustein
- Jorge Pinchevsky
- Adrián Caram
- Héctor Gorosky
- Poly Costa
- Joaquín Oria
- Carolina Oria
- Laura Johana Tomassone
- María Ventriccelli Kalerguiz
- Camilo Kejner
- Pilar Aragón
- Lucas Castro

## Comentarios
Martín Pérez en Página 12 escribió:

«Cínica y emotiva –y con ciertos problemas cuando intenta aproximarse a lo segundo- , es una película que seduce y diverte escena a escena, pero descepciona cuando las frases secas, la cámara inquieta y cada plano indiscreto se juntan y el todo nunca da más que el  resultado de la suma de sus partes.»

Diego Curubeto en Ámbito Financiero escribió:

«La película más divertida de los ‘90.»

Quintín en El Amante del Cine  escribió:

«Es un tango postmoderno, un tango que no puede silbarse: es la actualización de una queja moralizante y conservadora que en el tango era superficie y aquí es esencia.»

Manrupe y Portela escriben:

«La droga, el dinero, la delincuencia, un pirómano adolescente, la pornografía, elaborto, la muerte, los medios de comunicación, la mística barata: demasiados temas para un bar de estación de servicio.»